# Narrandera
Narrandera (/nəˈrændərə/ ) até 1949 também "Narandera", é uma cidade na região de Riverina, em Nova Gales do Sul, Austrália. No censos de 2011, a cidade tinha uma população de 3871 habitantes.